# The Changeover
The Changeover è un film del 2017 diretto da Miranda Harcourt e suo marito, Stuart McKenzie, e basato sul romanzo La figlia della luna di Margaret Mahy. 

## Trama
Laura Chant, una studentessa volitiva con un raro dono psichico, si ritrova coinvolta in una terrificante battaglia quando il suo fratellino Jacko cade sotto la maledizione di un antico demone divoratore di esseri umani. La ragazza si ritrova quindi a dover imparare ad usare i suoi poteri mistici, grazie all'aiuto degli enigmatici Sorenson e Miryam, per poter sconfiggere la forza malevola e salvare suo fratello.

## Produzione
Il film è stato girato a Christchurch per un periodo di cinque settimane nella seconda metà del 2016.

## Distribuzione e accoglienza
Il film è stato distribuito nei cinema della Nuova Zelanda il 28 settembre 2017 ed ha incassato 112.749 dollari. Ha avuto una distribuzione limitata negli Stati Uniti il 22 febbraio 2019.
È stato generalmente ben accolto dalla critica, con Sarah Watt di Stuff che ne ha elogiato l'atmosfera "appropriatamente neozelandese" e la decisione dei realizzatori del film di girare nella zona rossa di Christchurch. Scrivendo per RogerEbert.com, Matt Zoller Seitz lo ha definito "un film di genere perfetto", sottolineando che "ogni ruolo è scelto perfettamente", elogiandone anche la sceneggiatura, la regia e la fotografia. In una valutazione altrettanto calorosa, il Los Angeles Times lo descrisse come "un astuto adattamento [del romanzo di Mahy], che bilancia gli arcani magici con il tumulto quotidiano dell'adolescenza"; mentre Keith Watson di Slant Magazine riteneva che, nonostante alcuni difetti narrativi, fosse una "vivace e coinvolgente escursione in un mondo magico insolitamente naturalistico".